# Gajšek
Gajšek je 165. najbolj pogost priimek v Sloveniji, ki ga je po podatkih Statističnega urada Republike Slovenije na dan 1. januarja 2010 uporabljalo 1.020 oseb.

## Znani nosilci priimka
- Darja Gajšek, dr. fizike, raziskovalka supreprevodnosti
- Darja Gajšek (*1989), pevka, TV voditeljica
- Duša Gajšek, šolnica
- Dušan Gajšek, fotograf
- Hinko Gajšek, arhitekt
- Janez Gajšek, politik, fizik
- Karmen Gajšek, geografinja/sociologinja, nabiralka in zeliščarka, organizatorka Slovenskega festivala divje hrane
- Miran Gajšek, mestni urbanist (Lj)
- Nuška Gajšek, županja Mestne občine Ptuj
- Peter Gajšek (*1966), elektrotehnik, direktor IEVT
- Simon Gajšek, šolnik
- Tilka Gajšek Završnik (1924-2010), odbojkarica
- Urša Gajšek, ornitologinja
- Valter Gajšek (1919-2003), inženir gradbeništva
- Vid Gajšek, fotograf, ilustrator
- Vladimir Gajšek (*1946), književnik, prevajalec in publicist
- Vlado Gajšek (1914-1965), arhitekt, scenograf